# François Bayle
François Bayle (ur. 27 kwietnia 1932 w Tamatawie na Madagaskarze) – francuski kompozytor.

## Życiorys
W wieku 14 lat wyjechał do Francji i osiadł w Paryżu. Początkowo studiował nauki przyrodnicze i literaturę, dopiero później zainteresował się muzyką. Uczestnik Międzynarodowych Letnich Kursów Nowej Muzyki w Darmstadcie. Uczęszczał na kursy kompozytorskie u Karlheinza Stockhausena, Olivera Messiaena i Henri Pousseura. W 1958 roku dołączył do działającej przy Radiodiffusion-Télévision Française (RTF) Groupe de recherches musicales, w latach 1966–1997 był jej kierownikiem. Współpracował z Pierre’em Schaefferem. W 1997 roku założył własne Studio Magison.
Otrzymał I nagrodę na biennale w Paryżu (1961), nagrodę SACEM (1978), Grand Prix National du Disque (1981), nagrodę muzyczną miasta Paryża (1996) i Grand Prix Charles Cros (1999). Odznaczony Orderem Narodowym Zasługi (1976), komandorią Orderu Sztuki i Literatury (1986) oraz Legią Honorową (1990).

## Twórczość
Bayle pisze utwory oparte na materiale elektroakustycznym, poszukując nowych środków obrazowości, o wizualnej sugestywności i poetyckości zbliżonej do surrealizmu. W tworzeniu kompozycji posługuje się środkami elektronicznymi. Swoją muzykę określa jako akusmatyczną, skoncentrowaną całkowicie na odbiorze przez słuchacza, zrywającą z tradycyjnymi regułami kompozytorskimi.
Ważniejsze kompozycje: Trois portraits d’un Oiseau-Qui-N’existe-Pas (1963–1966), Espaces in habitables (1967), Jeïta (1970), L’Expérience Acoustique (1970–1972), Trois rêves d’oiseau (1972), Purgatoire de la Divine Comédie (1972), Vibrations composées (1973), Grande Polyphonie (1974), Camera Oscura (1976), Erosphère I-II-III (1978–1979), Son Vitesse-Lumière (1980–1983), Les couleurs de la nuit (1982), Aéroforms (1983–1986), Motion-Emotion (1985), Théâtre d’Ombres (1988), Fabulae: Fabula, Onoma, Nola, Sonora (1990–1991), Le Main Vide: Batoa de pluie, la fleur future, inventions (1994–1995), Morceaux de ciels (1997), Si loin, si proche... (1998–1999), La forme du temps est un cercle (1999–2000), Univers nerveux (2004–2005), Rien n’est réel (2010).